# River Sarisari
River Sarisari är ett vattendrag i Dominica. Det ligger i den södra delen av landet, 15 km öster om huvudstaden Roseau. River Sarisari ligger på ön Dominica.